# سبيريت 101
تعتبر سبيريت 101 هي سيارة خاضت منافسات مسابقات فورمولا 1 لموسمي الفورمولا 1 في 1984 و1985 ، وقد صمم الهيكل جوردون كوبوك وتيم رايت.

## تطوير
قررت سبيريت ان تستمر في خوض منافسات Formula One لعام 1984 وذلك عبر استخدام محركات Hart التوربينية. تم الاتفاق في البداية أن يكون السائق الأول لها بطل العالم مرتين سابقا إيمرسون فيتيبالدي والإيطالي الثري فولفيو بالابيو. وعلى الرغم من ذلك، غادر Fittipaldi من أجل العثور على محرك أقراص في Indycars بعد أن تأكد أن السيارة غير قادرة على المنافسة في السباق ورُفض Ballabio ترخيص FIA Super . وبدلاً من ذلك، وجد الإيطالي ماورو بالدي الأموال وأصبح السائق الأوحد في الفريق الكبير، حيث تم إطلاق سراح ستيفان جوهانسون لأنه لم يتمكن من العثور على التمويل للمتابعة. كانت السيارة 101 أنيقة ولكنها ضعيفة القوة، وكافح بالدي للابتعاد عن الجزء الخلفي من الشبكة. كان جان لويس شليسر قد خطط لتولي المسؤولية من السباق الثالث قبل تهديد التقاضي من RAM Racing ، لأنه لا يزال مدينًا لهم بالمال.

## تاريخ السباق

### 1983
تم الكشف عن السيارة للمرة الأولى بشكل غير مكتمل إلى حد كبير في سباق الجائزة الكبرى الإيطالي ولم يتسابق خلال الموسم.

### 1984
في عام 1984، تم إجراء الكثير من التعديلات لكي تتماشي السيارة مع المحرك التوربيني Hart 415T وأصبح "101B"، مع قوائم جانبية جديدة. في وقت لاحق، تم العمل على بناء الهيكل بشكل مكثف لكي يظهر بشكل أفضل وتم ذلك بشكل رائع في عام 1984 في سان مارينو جراند بريكس، بينما تم تعديل الأول لاحقًا باسم "101C" لتبني فورد كوزوورث DFV (النوع الثالث من المحركات في غضون أشهر قليلة)، مع جانب العام السابق القرون، وبعد إعادة تجهيز ديترويت بمحركات هارت لاستخدامها كسيارة تي.
تم اطلاق 101B والكشف عن للمرة الأولى في سباق الجائزة الكبرى البرازيلي لعام 1984 وتقاعد بالدي مع موزع معطل،  في جنوب إفريقيا، احتل الإيطالي المركز الثامن.
شهد سباق الجائزة الكبرى البلجيكي خبر حزينا تمثل في اعتزال بالدي بسبب ايقاف صعب،  في سان مارينو، احتل الإيطالي المركز الثامن. شهد سباق الجائزة الكبرى الفرنسي انسحاب بالدي بسبب تعرض سيارته لبعض المشاكل في المحرك.
فشل الإيطالي في التأهل لموناكو.
تم لاحقا استبدال بالدي بالمتسابق بالديولندي هوب Rothengatter في سباق الجائزة الكبرى الكندي وكان هناك أربعة عشر لفة أسفل الا أنه فشل في الدخول في التصنيف في جميعهم، 
بالنسبة لديترويت، تم استبدال محرك هارت بسيارة Ford Cosworth DFV لكن المتسابق الهولندي لم ينجح في تحقيق أي نتائج أجابية، بل العكس فشل تماما على جميع الأصعدة وفي جميع اللفات. تقاعد روثنغاتر من سباق الجائزة الكبرى في دالاس بسبب تسرب وقود،  بالنسبة لبريطانيا، كان الهولندي متقدمًا تسع لفات ولم يتم تصنيفه. شهد سباق الجائزة الكبرى الألماني احتلال روثنغاتر في المركز التاسع،  في النمسا، كان الهولندي على بعد ثمانية وعشرين لفة ولم يكن مصنفًا.
بسبب مشاكل في دواسة الوقود، وجد روثينغير نفسه مجبرا على الانسحاب من سباق الجائزة الكبرى الهولندي بسبب مشاكل في دواسة الوقود،  واحتل المركز التاسع في إيطاليا.
تم استبدال روثانغر بالسائق السابق بالدي في السباقين الاخيرين في اللعبة الرائعة: شهد سباق الجائزة الكبرى الأوروبي احتلال Baldi في المركز الثامن. أنهى الإيطالي في المركز 15 في البرتغال.
لم يتمكن فريق سبيريت أي نقاط في بطولة العالم خلال العام.

### 1985
قررت الشركة المصنعة أن عملية تصنيع الهيكل سيتم اعادتها مرة أخرى 101-02 (بعد ترقيته تدريجيًا طوال عام 1984) إلى Spirit 101D لعام 1985 واستمر Baldi في القيادة. كان أول سباق عام 1985 هو سباق الجائزة الكبرى البرازيلي عام 1985 وتقاعد بالدي بسبب كسر شاحن توربيني،  وانسحب الإيطالي وتقاعد في البرتغال. شهد سباق سان مارينو غراند بريكس انسحاب السائق بالدي بعد تعرض سيارته لمشاكل كهربائية وتقنية. كان ألين بيرج قد رتب صفقة لتولي المقعد في وقت لاحق من الموسم. ومع ذلك، كانت الأموال أكثر صرامة، وبعد ثلاث جولات، قرر جون ويكهام، المؤسس المشارك لـ Spirit قبول عرض من Toleman لشراء عقد إطارات الفريق وطي مجموعة F1.
لم يتمكن فريق سبيريت من تسجيل أي نقاط في بطولة العالم خلال العام.

## النتائج الكاملة لبطولة العالم للفورمولا واحد
| سنة  | الداخلين                | الهيكل | محركات               | الإطارات | السائقين     | 1      | 2      | 3      | 4   | 5      | 6   | 7              | 8   | 9      | 10             | 11  | 12             | 13     | 14   | 15   | 16       | نقاط | مجلس الكنائس العالمي |
| ---- | ----------------------- | ------ | -------------------- | -------- | ------------ | ------ | ------ | ------ | --- | ------ | --- | -------------- | --- | ------ | -------------- | --- | -------------- | ------ | ---- | ---- | -------- | ---- | -------------------- |
| 1984 | سباق الروح              | 101    | Hart 415T S4 (t / c) | P        |              | BRA    | RSA    | BEL    | SMR | FRA    | MON | يستطيع         | DET | DAL    | GBR            | جير | AUT            | نيد    | ITA  | يورو | POR      | 0    | نورث كارولاينا       |
| 1984 | سباق الروح              | 101    | Hart 415T S4 (t / c) | P        | ماورو بالدي  | متقاعد | 8      | متقاعد | 8   | متقاعد | DNQ |                |     |        |                |     |                |        |      | 8    | 15       | 0    | نورث كارولاينا       |
| 1984 | سباق الروح              | 101    | Hart 415T S4 (t / c) | P        | هوب روثنغاتر |        |        |        |     |        |     | نورث كارولاينا |     | متقاعد | نورث كارولاينا | 9   | نورث كارولاينا | متقاعد | 8    |      |          | 0    | نورث كارولاينا       |
| 1984 | سباق الروح              | 101 ج  | فورد كوزوورث DFV V8  | P        | هوب روثنغاتر |        |        |        |     |        |     |                | DNQ |        |                |     |                |        |      |      |          | 0    | نورث كارولاينا       |
| 1985 | سبيريت انتربرايزس ليمتد | 101 د  | Hart 415T S4 (t / c) | P        |              | BRA    | POR    | SMR    | MON | يستطيع | DET | FRA            | GBR | جير    | AUT            | نيد | ITA            | BEL    | يورو | RSA  | أستراليا | 0    | نورث كارولاينا       |
| 1985 | سبيريت انتربرايزس ليمتد | 101 د  | Hart 415T S4 (t / c) | P        | ماورو بالدي  | متقاعد | متقاعد | متقاعد |     |        |     |                |     |        |                |     |                |        |      |      |          | 0    | نورث كارولاينا       |

1. ↑  "Spirit 101". Stats F1. مؤرشف من الأصل في 2022-09-08. اطلع عليه بتاريخ 2016-05-31.
2. ↑  "Spirit 101". Stats F1. مؤرشف من الأصل في 2021-11-08. اطلع عليه بتاريخ 2016-05-31.
3. ↑  "Spirit Ford/Hart". Jonathan Davies. اطلع عليه بتاريخ 2016-05-31.
4. ↑  "Spirit Hart". Jonathan Davies. اطلع عليه بتاريخ 2016-05-31.
5. ↑  "Grand Prix results, Brazilian GP 1984". grandprix.com. مؤرشف من الأصل في 2022-09-07. اطلع عليه بتاريخ 2016-05-31.
6. ↑  "Grand Prix results, South African GP 1984". grandprix.com. مؤرشف من الأصل في 2022-09-07. اطلع عليه بتاريخ 2016-05-31.
7. ↑  "Grand Prix results, Belgian GP 1984". grandprix.com. مؤرشف من الأصل في 2022-01-20. اطلع عليه بتاريخ 2016-05-31.
8. ↑  "Grand Prix results, San Marino GP 1984". grandprix.com. مؤرشف من الأصل في 2022-01-04. اطلع عليه بتاريخ 2016-05-31.
9. ↑  "Grand Prix results, French GP 1984". grandprix.com. مؤرشف من الأصل في 2022-09-07. اطلع عليه بتاريخ 2016-05-31.
10. ↑  "Grand Prix results, Monaco GP 1984". grandprix.com. مؤرشف من الأصل في 2022-08-21. اطلع عليه بتاريخ 2016-05-31.
11. ↑  "Grand Prix results, Canadian GP 1984". grandprix.com. مؤرشف من الأصل في 2022-09-07. اطلع عليه بتاريخ 2016-05-31.
12. ↑  "Grand Prix results, Detroit GP 1984". grandprix.com. مؤرشف من الأصل في 2022-09-08. اطلع عليه بتاريخ 2016-05-31.
13. ↑  "Grand Prix results, Dallas GP 1984". grandprix.com. مؤرشف من الأصل في 2022-09-07. اطلع عليه بتاريخ 2016-05-31.
14. ↑  "Grand Prix results, British GP 1984". grandprix.com. مؤرشف من الأصل في 2022-09-07. اطلع عليه بتاريخ 2016-05-31.
15. ↑  "Grand Prix results, German GP 1984". grandprix.com. مؤرشف من الأصل في 2022-09-07. اطلع عليه بتاريخ 2016-05-31.
16. ↑  "Grand Prix results, Austrian GP 1984". grandprix.com. مؤرشف من الأصل في 2022-09-07. اطلع عليه بتاريخ 2016-05-31.
17. ↑  "Grand Prix results, Dutch GP 1984". grandprix.com. مؤرشف من الأصل في 2022-09-07. اطلع عليه بتاريخ 2016-05-31.
18. ↑  "Grand Prix results, Italian GP 1984". grandprix.com. مؤرشف من الأصل في 2022-09-07. اطلع عليه بتاريخ 2016-05-31.
19. ↑  gulistan@iraqbet (30 Jun 2021). "Play Pubg Mobile - Know about PUBG Betting - IraqBet" (بالإنجليزية البريطانية). Archived from the original on 2022-09-07. Retrieved 2022-09-07.
20. ↑  "Grand Prix results, European GP 1984". grandprix.com. مؤرشف من الأصل في 2022-09-07. اطلع عليه بتاريخ 2016-05-31.
21. ↑  "Grand Prix results, Portuguese GP 1984". grandprix.com. مؤرشف من الأصل في 2015-06-22. اطلع عليه بتاريخ 2016-05-31.
22. ↑  "Grand Prix results, Brazilian GP 1985". grandprix.com. مؤرشف من الأصل في 2022-09-07. اطلع عليه بتاريخ 2016-05-31.
23. ↑  "Grand Prix results, Portuguese GP 1985". grandprix.com. مؤرشف من الأصل في 2022-09-08. اطلع عليه بتاريخ 2016-05-31.
24. ↑  "Grand Prix results, San Marino GP 1985". grandprix.com. مؤرشف من الأصل في 2022-01-20. اطلع عليه بتاريخ 2016-05-31.